# Challenger de Santiago 2022
El torneo Challenger de Santiago 2022 fue un torneo de tenis perteneció al ATP Challenger Tour 2022 en la categoría Challenger 80. Se trató de la 16.ª edición, el torneo tuvo lugar en la ciudad de Santiago (Chile), desde el 07 hasta el 13 de marzo de 2022 sobre pista de tierra batida al aire libre.

## Jugadores participantes del cuadro de individuales
| Favorito | País                       | Jugador                 | Rank1 | Posición en el torneo |
| -------- | -------------------------- | ----------------------- | ----- | --------------------- |
| 1        | Bandera de República Checa | Jiří Lehečka            | 94    | Cuartos de final      |
| 2        | Bandera de Chile           | Alejandro Tabilo        | 98    | FINAL                 |
| 3        | Bandera de Bolivia         | Hugo Dellien            | 103   | CAMPEÓN               |
| 4        | Bandera de Perú            | Juan Pablo Varillas     | 116   | Semifinales           |
| 5        | Bandera de Argentina       | Tomás Martín Etcheverry | 124   | Semifinales           |
| 6        | Bandera de Argentina       | Juan Ignacio Londero    | 132   | Segunda ronda         |
| 7        | Bandera de Chile           | Nicolás Jarry           | 146   | Primera ronda         |
| 8        | Bandera de Chile           | Tomás Barrios           | 149   | Primera ronda         |

- 1 Se ha tomado en cuenta el ranking del 28 de febrero de 2022.

### Otros participantes
Los siguientes jugadores recibieron una invitación (wild card), por lo tanto ingresan directamente al cuadro principal (WC):
- Ignacio Becerra
- Diego Fernández Flores
- Daniel Antonio Núñez

Los siguientes jugadores ingresan al cuadro principal tras disputar el cuadro clasificatorio (Q):
- Hernán Casanova
- Evan Furness
- Facundo Juárez
- Paul Jubb
- Matteo Martineau
- Juan Bautista Torres

## Campeones

### Individual Masculino
- Hugo Dellien derrotó en la final a  Alejandro Tabilo, 6–3, 4–6, 6–4

### Dobles Masculino
- Diego Hidalgo /  Cristian Rodríguez derrotaron en la final a  Pedro Cachín /  Facundo Mena, 6–4, 6–4